# Parablepisanis
Parablepisanis is een kevergeslacht uit de familie van de boktorren (Cerambycidae). De wetenschappelijke naam van het geslacht werd voor het eerst geldig gepubliceerd in 1950 door Breuning.

## Soorten
Parablepisanis omvat de volgende soorten:
- Parablepisanis feai Breuning, 1950
- Parablepisanis rufa Breuning, 1956